# الجبجب (بعدان)

تعديل مصدري - تعديل

الجبجب هي إحدى قرى عزلة المنار بمديرية بعدان التابعة لمحافظة إب، بلغ تعداد سكانها 811 نسمة حسب تعداد اليمن لعام 2004.